# Lizant
Lizant – miejscowość i gmina we Francji, w regionie Nowa Akwitania, w departamencie Vienne.
Według danych na rok 1990 gminę zamieszkiwało 508 osób, a gęstość zaludnienia wynosiła 30 osób/km² (wśród 1467 gmin regionu Poitou-Charentes, Lizant plasuje się na 549. miejscu pod względem liczby ludności, natomiast pod względem powierzchni na miejscu 498.).